# المرشح المنشوري (فلم 2004)
المرشح المنشوري (بالإنجليزية: The Manchurian Candidate) فيلم دراما وغموض وخيال علمي أمريكي من نوع «نيو نوار» للمخرج جوناثان ديم  عام 2004. الفيلم مبني على رواية ريتشارد كوندون عام 1959 التي تحمل نفس العنوان، وهو إعادة صياغة للفيلم السابق «المرشح المنشوري» إنتاج عام 1962، يقوم بالبطولة دينزل واشنطن وليف شرايبر وجون فويت وميريل ستريب، وتدور الأحداث حول جنود أمريكيين يتم اختطافهم وهم في خضم حرب الخليج، وإخضاعهم لعملية غسيل مخ لأغراض شريرة.
تم الاحتفاظ باسم الرواية من الفيلم السابق، ولكن تغيرت دلالة كلمة «منشوريا»، في الفيلم الأصلي يتم القبض على بطل الرواية في الحرب الكورية ويقوم الصينيون في منطقة «منشوريا» الفعلية بعمل غسيل مخ له. في فيلم 2004، مع استبدال الحرب الكورية بحرب الخليج، يتم استخدام كلمة «منشوريا» بدلاً من ذلك، كاسم لشركة متعددة الجنسيات شريرة.

## القصة
قاد الرائد بينيت ماركو (دينزل واشنطن) غارة شهيرة للجيش الأمريكي خلال حرب الخليج عام 1991، ولدوره في تلك المهمة، مُنح الرقيب ريمون شو (ليف شرايبر) وسام الشرف لهزيمة العدو بمفرده وإنقاذ جميع رجاله باستثناء اثنين. أصبحت أمريكا عام 2008 مصابة برهاب الأجانب، والأحكام العرفية بحكم الأمر الواقع، والتدهور البيئي، وزيادة سيطرة الشركات؛ وأصبح ريمون شو عضواً بالكونجرس الأمريكي، بينما تستخدم والدته القاسية، السيناتور إليانور برينتيس شو (ميريل ستريب)، نفوذها لتأمين ترشيحه لمنصب نائب الرئيس على المرشح المفضل، السناتور توم جوردان (جون فويت). يبدو ريمون خجولا ومنطويا، وهو أيضاً واقع في حب زميلة طفولته جوسلين (فيرا فارميجا)، ابنة السيناتور جوردان. يلتقي الجندي آل ملفين (جيفري رايت) بالرائد ماركو ويسترجع ذكرياته المربكة وأحلامه حول وحدتهم العسكرية المفقودة، وعلى الرغم من أنه يعاني من مرض عقلي بشكل واضح، إلا أنه يعرض على ماركو رسوماته لصور من أحلامه. يحلم ماركو أيضًا بالغارة، حيث تم القبض على ريموند.
يبدأ ماركو في التحقيق فيما حدث بالفعل، ويسافر إلى مدينة نيويورك، حيث يلتقي بعاملة في سوبر ماركت تدعى أوجيني روز (كيمبرلي إليز)، التي تعرض عليه مكانًا للإقامة، وأثناء الاستحمام في شقة أوجيني، يشعر ماركو بكتلة صغيرة في أعلى ظهره، ويستخدم سكينًا للحفر في مكان الكتلة التي تظهر كجسك معدني، لكنه يسقطه عن طريق الخطأ في مصرف حوض الحمام بعد أن استمعت أوجيني لما يحدث في الحمام. يواجه ماركو المرشح ريموند في مقر حملته، ويصارعه ويستخرج من ظهره قطعة معدنية ويجد انها تجربة نانو تكنولوجيا مرتبطة بشركة «مانشوريان جلوبال» وهي شركة أسهم خاصة قوية لها صلات سياسية كبيرة. أثناء البحث عن الشركة، يتعرف ماركو على رجل جنوب أفريقي اعتاد رؤيته في كوابيسه وهو عالم الوراثة المنشوري السابق الذي تحول إلى المرتزق الدكتور أتيكوس نويل (سيمون ماكبرني). يقدم النتائج التي توصل إليها إلى السناتور جوردان، الذي يواجه آل شو ويقترح انسحاب ريموند من الحملة. وبدلاً من ذلك، قامت إليانور «بتنشيط» ريموند وتأمره بقتل جوردان، وتقتل جوسلين أيضًا عندما حاولت إيقاف ريموند.
تتصاعد الأحداث وتكتشف مؤامرة غسيل المخ المتعمد لتسيير القيادات وفقاً لمخطط شرير، ويشاهد المسؤولون التنفيذيون في شركة منشوريا مؤامراتهم بالكامل على شاشات التلفزيون، لكن لا يحاول أحدهم الهروب، مدركين أن كشف الحقيقة قد حاصرهم. تصطحب يوجيني صديقها ماركو إلى مجمع في جزيرة نائية حيث يتم تكييفه، وبعد التفكير في الوقت الذي قضاه هناك، يسقط ماركو صورة لوحدته في الجيش وميدالية الشرف لريموند في البحر.

## الممثلون
- دنزل واشنطن: في دور الرائد بينيت ماركو

- ميريل ستريب: في دور السيناتور إليانور برينتس شو

- لييف شرايبر: في دور عضو الكونجرس ريموند برنتيس شو

- جون فويت: في دور السيناتور توماس جوردان

- كيمبرلي إليز: في دور أوجيني روز

- فيرا فارميغا: في دور جوسلين جوردان

- جيفري رايت: في دور العريف آل ملفين

- سايمون ماكبرني: في دور أتيكوس نويل

- برونو غانتس: في دور ديلب

- آدم ليفيفر: في دور عضو الكونغرس هيلي

- آن دود: في دور عضوة الكونغرس بيكيت

- تيد ليفين: في دور المقدم هوارد

- ميغيل فيرير: في دور العقيد جاريت

- دين ستوكويل: في دور مارك وايتنج

- تشارلز نابير: في دور اللفتنانت جنرال سلون

- جود سيكوليلا: في دور ديفيد دونوفان

- توم ستيشولت: في دور الحاكم روبرت «بوب» آرثر

- بابلو شرايبر: في دور الضابط إيدي انجرام

- أنتوني ماكي: في دور الضابط روبرت بيكر

- روبين هيتشكوك: في دور لورانس توكار

- أوببا بابا توندي: في دور السيناتور ويلز

- زيليكو إيفانيك: في دور فون أوتلي

- جون بيدفورد لويد: في دور جاي «جي بي» جونستون[6][12]

## إنتاج الفيلم
كانت تينا سيناترا منتجة مشاركة للفيلم وكان والدها المغني «فرانك سيناترا» هو من قام بدور «ماركو» في الفيلم الأصلي لعام 1962، وامتلك أيضاً حقوق التوزيع القانوني لهذا الفيلم في أواخر الثمانينيات، ولم يعد إصداره خلال تلك الفترة (على الرغم من بثه على شبكة التلفزيون عدة مرات). تم إصدار الفيلم الأصلي خلال أزمة الصواريخ الكوبية، وكان الافتراض قائماً على سيطرة الشيوعيين، ولكن في هذا الإصدار الجديد، يتمثل تأثير الشركات الكبيرة على أنه العنصر الشرير في الفيلم، وهو تطور للحفاظ على صلة الفيلم بالعنوان المنشوري، ولا تتبع النسخة الجديدة تفاصيل حبكة الفيلم الأصلي في عدة مناسبات.

## استقبال الفيلم
صدر «المرشح المنشوري» في 30 يوليو 2004 في نفس وقت صدور فيلم «هارولد وكومار يذهبان إلى القلعة البيضاء» وفيلم «ثندر بيردز»، وفيلم «القرية». حقق الفيلم 65.955.630 دولارًا في أمريكا الشمالية و 30.150.334 دولارًا في أقاليم أخرى، بإجمالي 96.105.964 دولارًا في جميع أنحاء العالم.
منح موقع الطماطم الفاسدة الفيلم تقييماً مقداره 80% بناءاً على آراء 207 ناقداً سينمائياً، وكتب إجماع نقاد الموقع: «على الرغم من أنه ليس الإصدار الكلاسيكي السابق، إلا أن هذا التحديث حسن التصرف ويستحضر صدى تقشعر له الأبدان».
منح موقع ميتاكريتيك الفيلم تقييماً مقداره 76% بناءاً على آراء 41 ناقداً سينمائياً.
منح المشاهدون، الذين استطلعت آراؤهم موقع سينما سكور، الفيلم درجة (+B) على مقياس من (+A) إلى (F).
كتب ميك لاسال من صحيفة سان فرانسيسكو كرونيكل عن «ميريل ستريب» قائلاً: «لا أحد يستطيع التحدث عن التمثيل في «المرشح المنشوري» دون أن يتحدث بحماس عن دور «ميريل ستريب» الذي أنشأته في الأصل» أنجيلا لانسبيري«، فهي لها شعر»هيلاري كلينتون «وقوة»كارين هيوز «القتالية، لكن السحر والإلهام والتجدد المستمر هو ملكها. إنها تعطينا سناتورًا مجنونًا، وأما مجنونة، وسياسياً ماهرًا اندمج كل ذلك في واحدة، امرأة تطلق النار على العديد من المستويات التي لا يستطيع أحد مواكبتها - شخص يحب أن يكون شرير بقدر ما تحب ستريب التمثيل. إنه لمن دواعي سروري أن تشاهدها وتتعجب من كل ثانية تظهر فيها على الشاشة».

## الجوائز والترشيحات
جوائز بافتا (BAFTA) 2005: رشح لجائزة أفضل ممثلة (ميريل ستريب)
جوائز أفلام (AARP) للكبار 2005: رشح لجائزة أفضل ممثلة (ميريل ستريب)
جوائز أكاديمية أفلام الخيال العلمي والفنتازيا والرعب بالولايات المتحدة الأمريكية 2005: رشح لجوائز: أفضل فيلم أكشن ومغامرة وإثارة - أفضل ممثل مساعد (ليف شرايبر) - أفضل ممثلة مساعدة (ميريل ستريب)
جوائز (BET Awards) 2005: رشح لجائزة أفضل ممثلة عادت للفن (كيمبرلي إليز)
جوائز بلاك ريل 2005: رشح لجوائز أفضل ممثل مساعد (جيفري رايت) - أفضل ممثلة مساعدة (كيمبرلي إليز)
جوائز جمعية دالاس فورت وورث لنقاد السينما 2005: رشح لجائزة أفضل ممثلة مساعدة (ميريل ستريب)
جوائز غولدن غلوب - الولايات المتحدة الأمريكية 2005: رشح لجائزة أفضل ممثلة في دور داعم في فيلم سينمائي (ميريل ستريب)
جوائز هوليوود السينمائية 2004: فاز بجائزة مصمم أزياء العام (ألبرت ولسكي)
جائزة جوبيتر 2005: رشح لجوائز أفضل ممثل دولي (دينزل واشنطن) - أفضل ممثلة دولية (ميريل ستريب)

## روابط خارجية
- مقالات تستعمل روابط فنية بلا صلة مع ويكي بيانات